# Es Malvins
Es Malvins o illots des Malvins, és un grup de quatre illes deshabitades situades a la sortida del Port d'Eivissa.
El Malví Gros destaca amb una alçada de 16 metres d'alçada. Entre el Malví Gros i el Malví Pla es troben sa Xella Grossa i sa Xella Petita.
Formen part del Parc natural de ses Salines, juntament amb els illots de s'Esponja i es Daus. I de la Reserva Marina dels Freus d'Eivissa i Formentera.
Està poblada per la subespècie de sargantana Podarcis pityusensis schreitmuelleri.